# Schwedenturm (Fels)

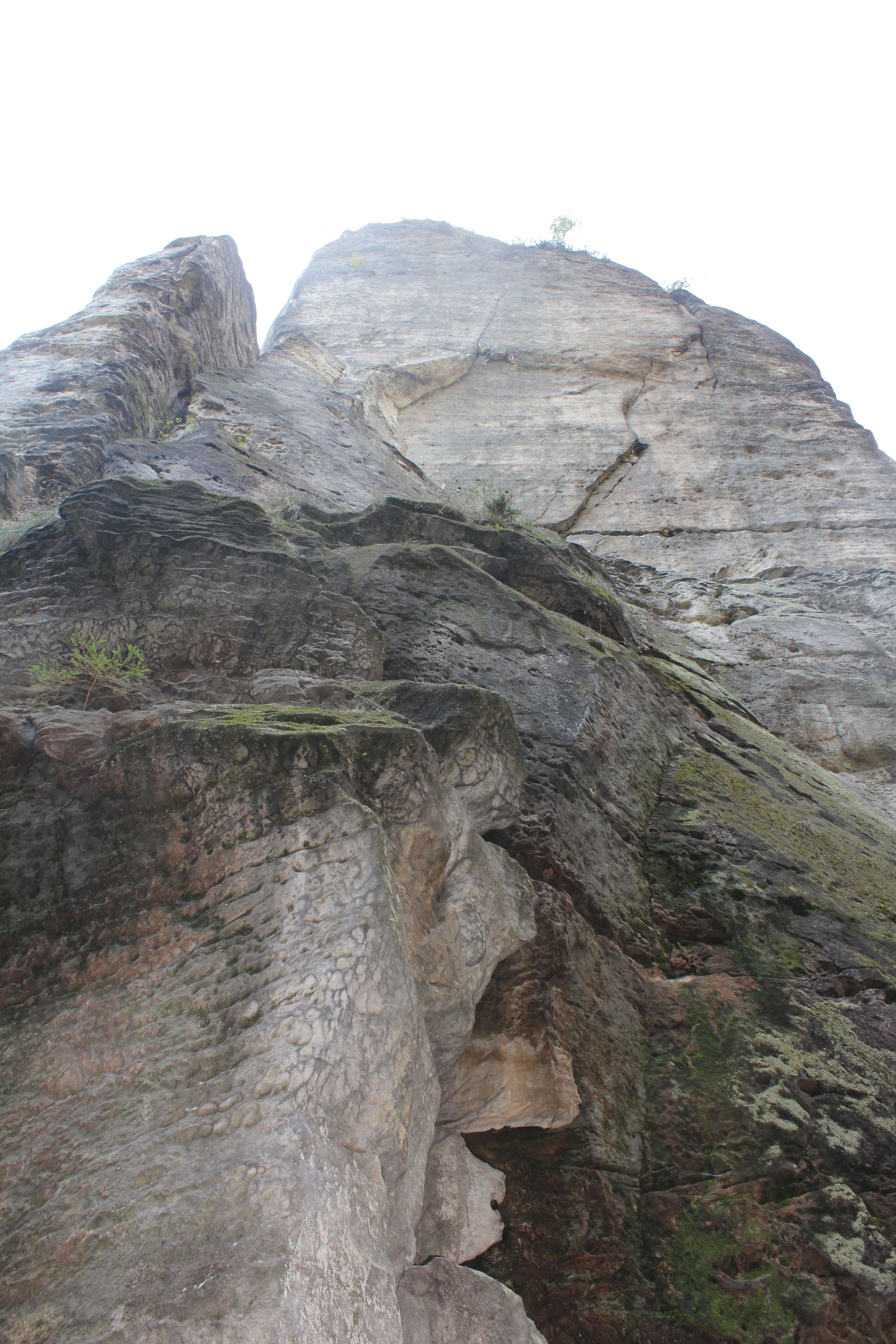
Blick auf die Talseite des Schwedenturmes. In der Bildmitte befindet sich die Route "6. Versuch"

Der Schwedenturm im Rathener Gebiet ist ein 35 m hoher Fels aus Sandstein in der Sächsischen Schweiz in der Nähe des Kurortes Rathen und der Bastei. Vom Parkplatz der Bastei geht es in Richtung Schwedenlöcher, und kurz bevor sich eine enge Schlucht öffnet, findet man rechts den Schwedenturm. Wegen der Lage im Klettergebiet Sächsische Schweiz wird der freistehende Fels zum Klettern genutzt. Derzeit gibt es 14 verschiedene Routen am Fels. Am Turm wurde der erste Weg mit der Schwierigkeit „Xb“ des Gebirges, der Weg „6. Versuch“, von Bernd Arnold im Jahr 1983 erstbegangen. Erstbestiegen wurde der Schwedenturm 1905 durch Rudolf Fehrmann und seinen Bruder Arymund.